# 미국 독립 200주년
미국 독립 200주년 기념 행사(영어: United States Bicentennial)는 1970년대 중반에 걸쳐 미국이 독립 공화국으로 탄생하기까지의 역사적 사건들을 기념하고 경의를 표하기 위해 열린 일련의 축하 행사 및 기념식이었다. 이는 미국 독립 혁명을 기억하는 중심적인 행사였다. 200주년 기념 행사는 1976년 7월 4일 일요일에 제2차 대륙회의에서 미국 건국의 아버지들이 미국 독립선언을 채택한 200주년 기념일로 절정을 이루었다.

## 배경
미국은 건국을 애국심의 표현으로, 때로는 정치적 싸움의 논거로 항상 기념해 왔다. 역사학자 조너선 크라이더는 1850년대에 북부와 남부의 편집자들과 연설가들이 혁명을 수사학적으로 상징화하면서 자신들의 지역이 1776년 유산의 진정한 수호자라고 주장했다고 지적한다.
200주년 기념 행사 계획은 1966년 7월 4일 제89차 미국 의회가 미국 독립 혁명 200주년 위원회를 창설하면서 시작되었다. 처음에는 200주년 기념 행사가 필라델피아나 보스턴에서 열리는 단일 도시 박람회(엑스포 '76)로 계획되었다. 6년 반 동안의 격렬한 논쟁 끝에 위원회는 단일 행사를 열지 않을 것을 권고했으며, 의회는 1973년 12월 11일 위원회를 해산하고 지역 주최 행사를 장려하고 조정하는 임무를 맡은 미국 독립 혁명 200주년 행정부(ARBA)를 설립했다. 유니버시티 칼리지 코크의 데이비드 라이언 교수는 200주년 기념 행사가 1975년 사이공 함락 1년 후에 열렸으며, 제럴드 포드 행정부가 전통적 가치의 복원을 기반으로 갱신과 재탄생의 주제를 강조하며 미국 과거에 대한 향수적이고 배타적인 해석을 제시했다고 언급한다.

## 로고

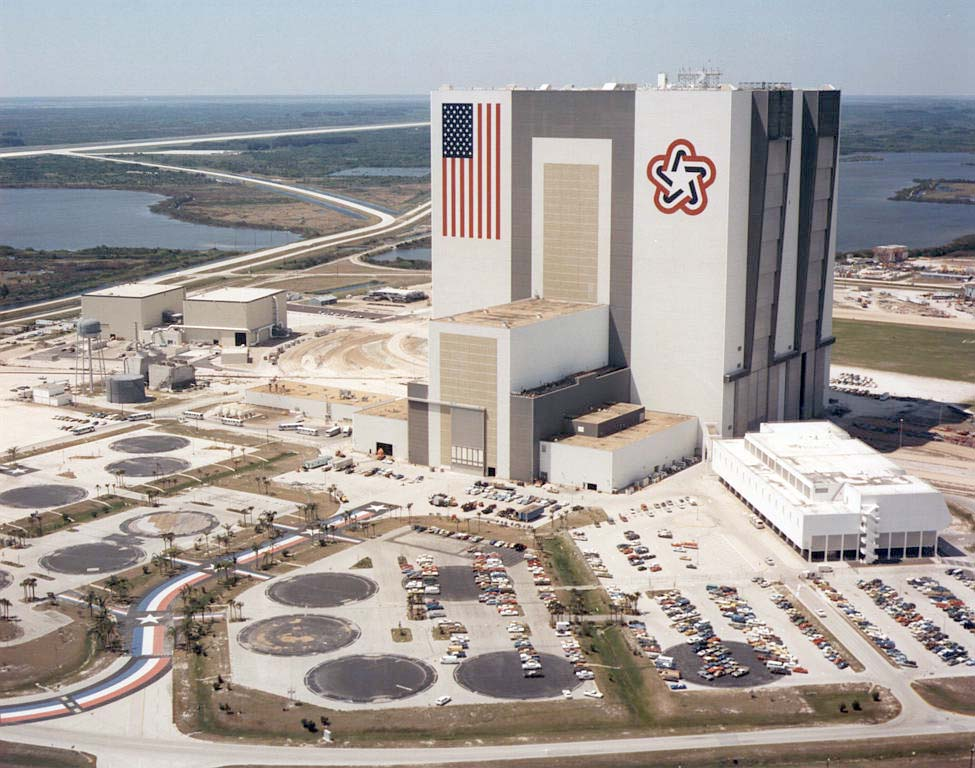
미국 항공 우주국의 우주선 조립 건물 1977년 모습

현대화된 NASA 휘장의 공동 디자이너인 브루스 N. 블랙번이 로고를 디자인했다. 로고는 빨간색, 흰색, 파란색의 양식화된 별 안에 흰색 오각형 별로 구성되었다. 그 주위에는 헬베티카 레귤러체로 "American Revolution Bicentennial 1776–1976"이라는 문구가 새겨져 있었다. 로고의 초기 사용은 1971년 미국 우표였다. 이 로고는 미국 전역의 많은 정부 시설에서 게양되는 깃발이 되었으며, 미국 우정청에서 발행한 다른 많은 기념품과 우표에도 등장했다. 미국 항공 우주국은 1976년 케네디 우주 센터의 우주선 조립 건물에 로고를 그렸으며, 이 로고는 1998년 미국 항공 우주국이 40주년 기념 행사의 일환으로 자체 엠블럼으로 교체할 때까지 남아있었다.

## 1973년 행사

보스턴 차 사건 재연에 앞서 보스턴 페늘 홀 밖에 모인 시위대. 군중 속에서 석유 대기업과 닉슨 행정부에 항의하는 표지판을 볼 수 있다.

### 보스턴 오일 파티
1973년, 보스턴 항구 해안에서 활동가들과 역사 애호가들이 보스턴 차 사건을 재현했다. 참가자들과 관중들은 표지판과 인형을 자랑스럽게 내걸었지만, 더 이상 영국 왕실과 세금에 반대하는 것은 아니었다. 이 시위는 "환경 보호, 인종 정의, 기업 이윤 추구 중단, 그리고 리처드 닉슨 대통령 탄핵"을 요구하는 목소리였다. 여러 사람들이 보스턴 차 사건 방식대로 기업 권력에 대한 상징적인 반대 의미로 "걸프 오일"과 "엑슨"이라고 적힌 상자와 기름통을 보스턴항에 던져 넣었다. 이 재연 행사는 나중에 "보스턴 오일 파티"라고 불렸고, 약 10,000명의 사람들이 석유 대기업들의 폐기물 투기와 닉슨 대통령의 인형을 매달아 놓는 것을 목격했다.

## 1975년 행사

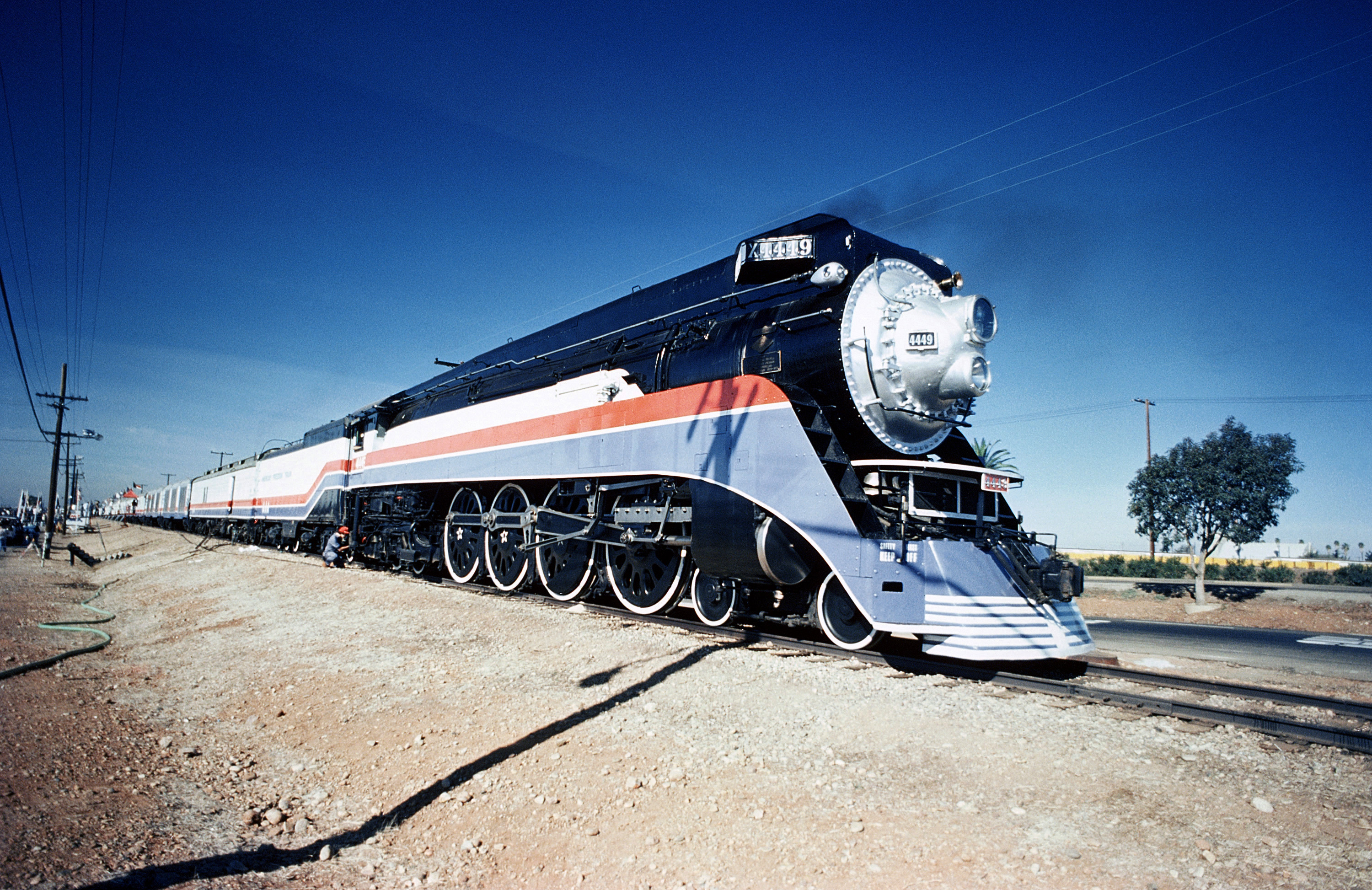
1976년 1월 15일, 캘리포니아 미라마 해군 항공 기지에 정차한 아메리칸 프리덤 트레인

공식적인 200주년 기념 행사는 1975년 4월 1일 델라웨어주 윌밍턴에서 아메리칸 프리덤 트레인이 21개월간의 25,388-마일 (40,858 km) 48개 연속 주 순회 공연을 시작하면서 시작되었다.
1975년 4월 18일, 제럴드 포드 대통령은 보스턴을 방문하여 역사적인 올드 노스 교회에 세 번째 등불을 밝혔는데, 이는 미국의 세 번째 세기를 상징했다. 다음 날인 4월 19일, 그는 매사추세츠주 콩코드의 올드 노스 브리지에서 "세계를 뒤흔든 총성"이 발사된 곳에서 주요 연설을 하여, 미국 독립 혁명의 군사적 측면을 시작한 렉싱턴 콩코드 전투 200주년을 기념했다. 뉴욕 타임즈에 따르면 대포가 발사되고 폴 리비어 재연 배우가 영국군이 도착했음을 알리며 말을 타고 지나가는 것을 "2,000명 이상의 관중"이 현장에서 지켜봤다.
1975년 12월 31일, 200주년 기념 전날, 포드 대통령은 라디오와 텔레비전 방송을 통해 미국 국민에게 연설하는 성명을 녹음했다. 대통령 선언 4411호는 미국 건국의 아버지들의 존엄, 평등, 대표를 통한 정부, 자유라는 원칙을 확인하는 것으로 서명되었다.

## 1976년 행사
1976년 축제에는 주요 미국 도시의 하늘을 수놓은 화려한 불꽃놀이가 포함되었다. 포드 대통령은 워싱턴 D.C.에서 전국에 생중계된 불꽃놀이를 주재했다. 전국 도시와 마을의 축하 행사가 본격적으로 시작되었는데, 여기에는 오퍼레이션 세일 (Op Sail)과 같은 행사들이 포함되었다. 오퍼레이션 세일은 미국 독립기념일 뉴욕 시에서, 그리고 약 일주일 후 보스턴에서 모인 대규모 국제 범선 함대 퍼레이드였다. 재연 행사, 퍼레이드, 상업적인 기념품 붐과 같은 다른 대규모 행사들도 한 해 동안 전국적으로 확산되었다.

### 뉴욕
'대형 선박'의 존재 외에도, 여러 국가의 해군이 7월 4일 아침 개최된 해상 사열을 위해 전함을 뉴욕 항구로 보냈다. 포드 대통령은 허드슨강을 따라 뉴욕 항구로 유도 미사일 순양함 USS Wainwright에 탑승하여 국제 함대를 사열하고 각 방문 함선으로부터 경례를 받았으며, 영국 미사일 구축함 HMS London의 경례로 마무리되었다. 사열은 리버티섬 바로 위에서 오전 10시 30분경에 끝났다.

### 워싱턴 D.C.

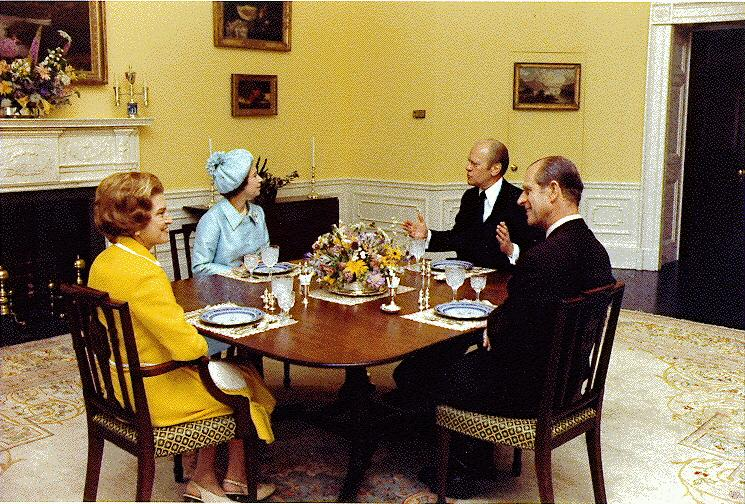
베티 포드 영부인과 제럴드 포드 대통령, 엘리자베스 2세 여왕, 에든버러 공작 필립이 1976년 미국 독립 200주년 기념 국빈 방문과 관련하여 프레지던트 다이닝 룸에서 함께 있는 모습

조니 캐시는 미국 독립 200주년 기념 퍼레이드의 그랜드 마셜을 맡았다.
이 행사에는 엘리자베스 2세 여왕과 필립 공이 참석했다. 왕실 부부는 미국을 국빈 방문하여 전국을 여행하고 포드 대통령 부부와 함께 다른 200주년 기념 행사에 참석했다. 그들의 로열 요트 브리타니아 방문에는 필라델피아, 워싱턴 D.C., 버지니아, 뉴욕, 코네티컷, 매사추세츠가 포함되었다.
스미스소니언 협회는 Arts and Industries Building에 1876년 필라델피아 센테니얼 박람회의 모습과 분위기를 재현하는 장기 전시회를 열었는데, 여기에는 이전 박람회 유물도 포함되었다. 스미스소니언과 수천 명의 국내외 학자, 민속 예술가, 공연자들의 협력으로 이루어진 200주년 기념 미국 민속 축제는 1976년 여름 12주 동안 주 5일 국립 몰 서부에서 프로그램을 개최했다. 스미스소니언은 또한 1976년 7월 1일 국립항공우주박물관의 새 건물을 개관했다.

### 정부 기념 행사
조지 워싱턴은 1976년 1월 19일 통과된 의회 공동 결의안 공법 94-479에 의해 1976년 7월 4일을 기점으로 미국 육군 최고사령관으로 사후 임명되었다. 이로써 워싱턴의 미국 역사상 최고 계급 군사 장교로서의 지위가 회복되었다.
미국 항공 우주국은 200주년을 기념하여 우주선 조립 건물(VAB) 주차장에 지오데식 돔 형태로 건설된 과학 기술 전시회인 '서드 센추리 아메리카'를 개최했다. 미국 국기와 200주년 기념 엠블럼도 VAB 측면에 그려졌는데, 이 엠블럼은 1998년 미국 항공 우주국 로고로 덧칠되기 전까지 남아있었다. 미국 항공 우주국은 7월 4일에 바이킹 1호를 화성에 착륙시킬 계획이었으나, 아폴로 11호 달 착륙 기념일인 7월 20일로 연기되었다. 미국 헌법 제정 기념일에는 미국 항공 우주국이 첫 번째 우주왕복선의 공개 행사를 열었다(원래 미국 항공 우주국은 헌법이라는 이름을 붙일 예정이었으나, 대신 텔레비전 시리즈 스타 트렉에 나오는 가상의 이름을 기리기 위해 "엔터프라이즈"로 명명되었다).

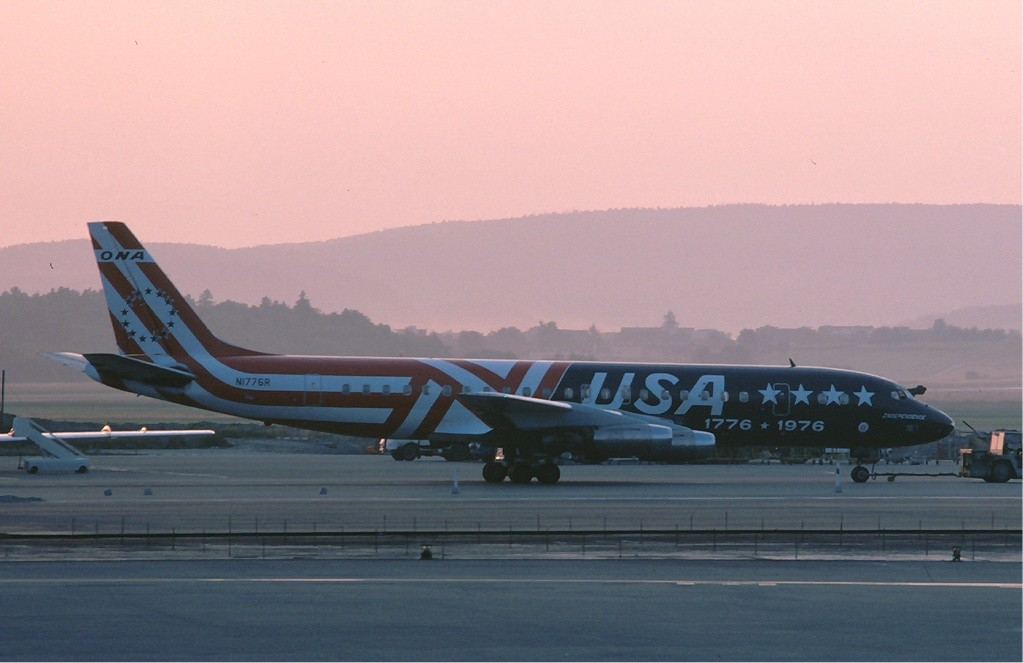
Overseas National Airways의 더글러스 DC-8 항공기가 미국 독립 200주년 기념 특별 도색을 하고 있다. 1975년 7월 취리히.

### 델라웨어 강 도하 재현 행사
1976년 11월 20일과 21일, 참가자들은 2세기 이상 전 크리스마스 밤에 있었던 그날의 모습과 같은 시대에 맞는 제복을 입고 그 시대의 도구와 무기를 갖추어 그 시대로 몰입했다. 재현 행사는 델라웨어 강(Delaware River)의 얼음 같은 물살을 헤쳐나가는 보트들의 대규모 선단으로 펼쳐졌다.

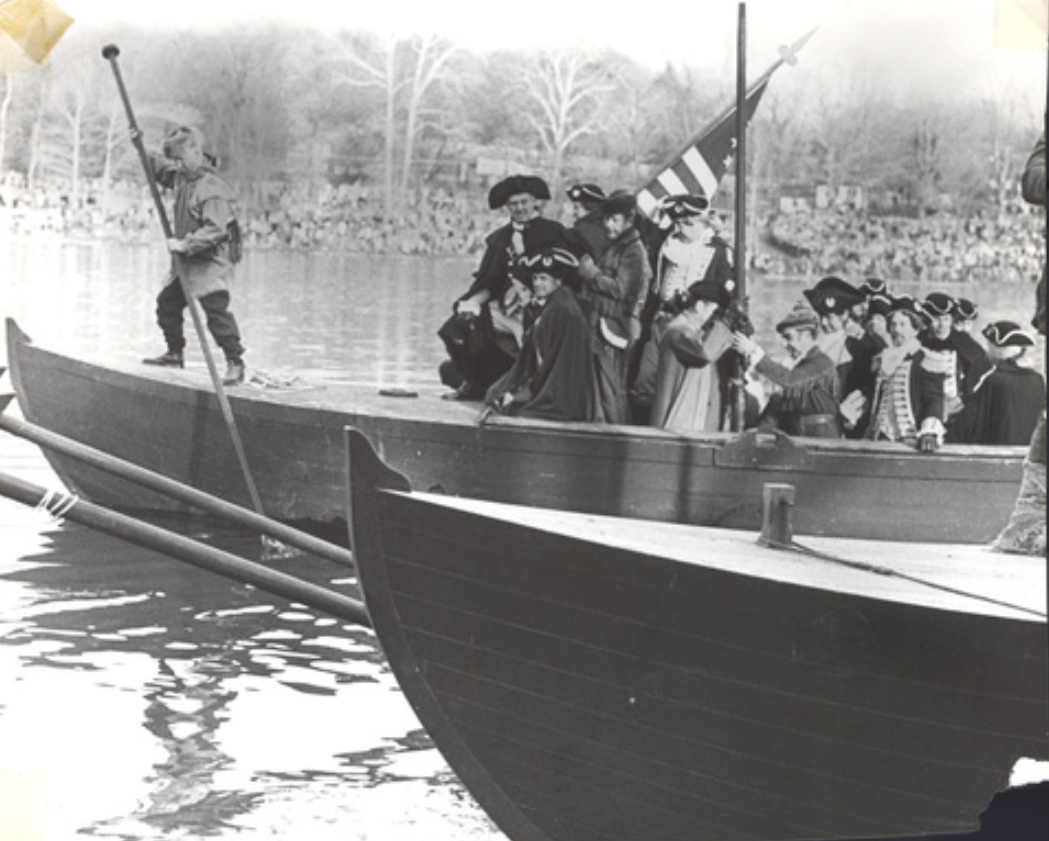
1976년경 델라웨어 강 도하를 기념하여 재연 배우들이 배를 조종하고 있다.

그 이후로 델라웨어 강 도하 재현 행사는 이 순간을 재현하고 기념하기 위해 매년 열리고 있다.

### 필라델피아
1976년 7월 6일, 필라델피아에서 엘리자베스 여왕은 영국 국민을 대표하여 200주년 기념 종을 증정했다. 이 종은 화이트채플 종 주조소에서 주조된 자유의 종 복제품으로, "미국 국민에게 영국 국민이 주는 선물 1976년 7월 4일 자유가 울려 퍼지게 하라"는 문구가 새겨져 있다.

### 로스앤젤레스
디즈니랜드와 월트 디즈니 월드 리조트의 매직 킹덤은 미국 역사와 문화를 기념하는 화려한 퍼레이드인 America on Parade를 선보였으며, Sherman Brothers의 노래 "The Glorious Fourth"를 특징으로 했다. 이 퍼레이드는 1975년 6월부터 1976년 9월까지 매일 밤 불꽃놀이를 포함하여 하루 두 번 진행되었다.
로스앤젤레스의 기념 행사에는 윌셔 대로에서 열린 1976년 200주년 기념 퍼레이드, 그리고 로스앤젤레스 메모리얼 콜리세움에서 열린 로스앤젤레스 시립학교 200주년 기념 연극 공연이 있었는데, 이는 폴 앵카가 진행하는 Happy Birthday, America (NBC)의 일부로 방송되었다. 200주년 기념 전시 및 회의 센터인 퍼시픽 21, 그리고 노츠 베리 팜(Knott's Berry Farm)의 200주년 기념 행사가 있었다.

### 프로 스포츠 기념 행사
1월 18일에 개최된 슈퍼볼 X의 전반적인 엔터테인먼트 주제는 200주년 기념 행사였다. 피츠버그 스틸러스와 댈러스 카우보이스 양 팀 선수들은 유니폼에 200주년 기념 로고가 새겨진 특별 패치를 달았고, 카우보이스는 1976년 NFL 시즌 내내 헬멧에 빨강, 하양, 파랑 줄무늬를 추가했다. Up with People 공연팀이 참여한 하프타임 쇼는 "200 Years and Just a Baby: A Tribute to America's Bicentennial"이라는 제목으로 진행되었다.
미국 올림픽 위원회 (USOC)는 200주년 기념을 위해 1976년 하계 올림픽과 동계 올림픽 개최를 유치하려고 시도했다. 로스앤젤레스는 1976년 하계 올림픽 유치에 나섰지만 몬트리올에 패했다. 덴버는 1970년에 1976년 동계 올림픽 개최권을 따냈으나, 비용 문제로 콜로라도주 유권자들이 올림픽 자금 지원을 위한 국민투표를 부결시켰고, 국제 올림픽 위원회는 1964년 개최지인 오스트리아 인스브루크에 개최권을 부여했다. 그 결과, 솔트레이크시티가 마지막으로 개최 의사를 밝혔음에도 불구하고 1976년에는 미국에서 올림픽이 열리지 않았다. 그러나 레이크플래시드는 1980년 동계 올림픽을, 로스앤젤레스는 결국 1984년 하계 올림픽을, 솔트레이크시티도 결국 2002년 동계 올림픽을 개최하게 되었다.

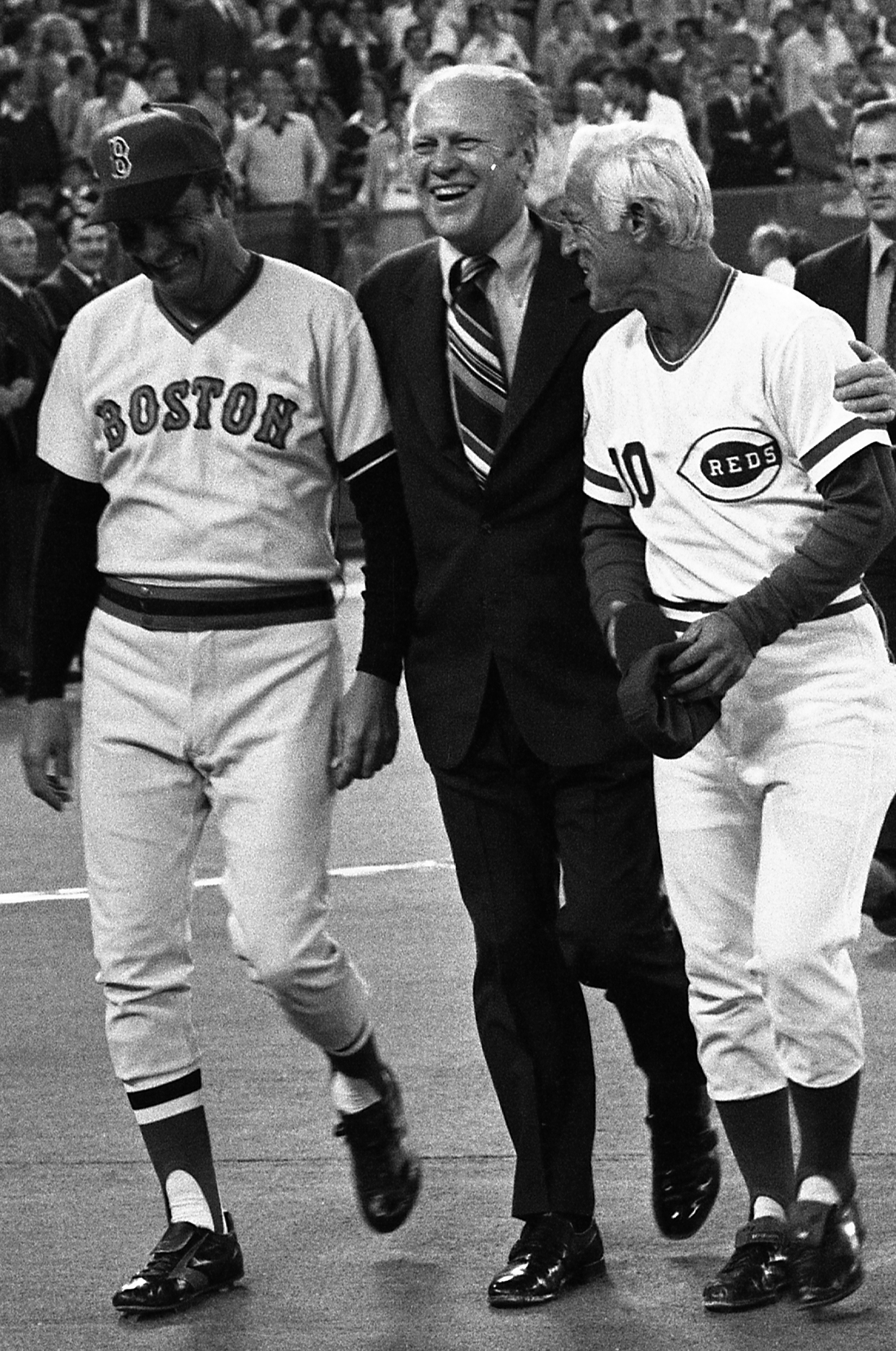
1976년 메이저리그 베이스볼 올스타전 행사 중 제럴드 포드 대통령 (중앙)과 Darrell Johnson, Sparky Anderson의 모습

대륙회의와 독립 선언문 서명 장소였던 필라델피아는 1976 NBA 올스타전, 1976년 내셔널 하키 리그 올스타전, 1976년 NCAA 파이널 포, 그리고 포드 대통령이 시구를 한 1976 Major League Baseball All-Star Game의 개최지였다. 1976 Pro Bowl은 예외적으로 뉴올리언스에서 열렸는데, 이는 날씨 문제 때문으로 추정된다.

### 기타
지역 기념 행사에는 우체통과 소화전을 빨강, 흰색, 파랑으로 칠하는 것이 포함되었다. 애국심과 향수의 물결이 전국을 휩쓸었고, 미국의 흑인 민권 운동, 베트남 전쟁, 1974년 워터게이트 헌정 위기의 분노의 시대가 마침내 끝났다는 일반적인 인식이 있었다.

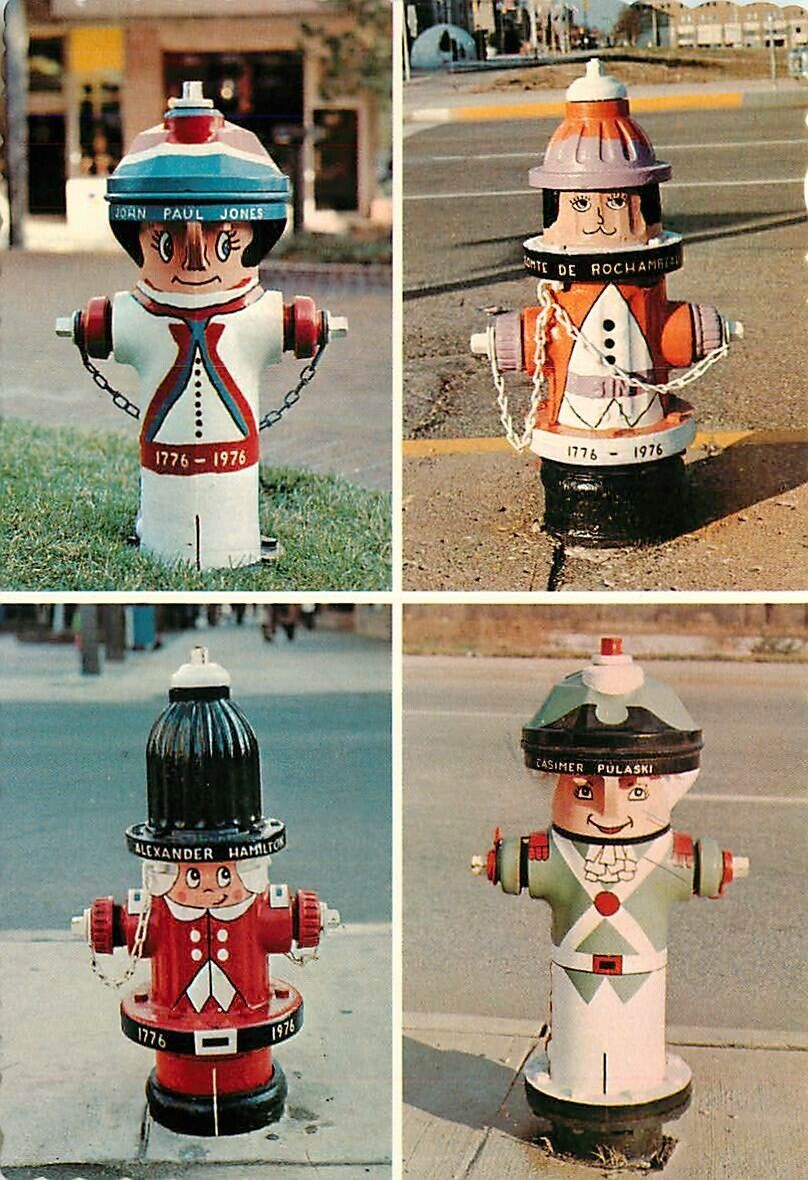
1976년경 사우스벤드의 도색된 소화전 모습

1976년 여름, 사우스벤드 시는 미국 독립 200주년을 기념하기 위해 독특한 프로젝트에 착수했는데, 이는 소화전을 활기찬 색상과 애국적인 디자인으로 칠하는 것이었다. 40년이 넘는 세월이 흐른 지금도 사우스벤드의 많은 도색된 소화전은 미국 독립 200주년 기념 행사의 잔재로 남아있다.
Bell Telephone Company는 Stanley Meltzoff에게 1976년 전화번호부 표지를 제작하도록 의뢰했는데, 이는 200주년 기념과 전화 발명 100주년을 동시에 기념하기 위함이었다. 노먼 로크웰의 '가십'을 기반으로, Meltzoff는 전화기를 사용하는 미국의 위대한 역사적이고 상징적인 인물들을 묘사했다. 이 전화번호부는 벨 역사상 가장 많이 팔린 전화번호부가 되었다.
많은 국영 철도 회사와 단거리 노선은 기관차나 철도 차량을 애국적인 색상으로 도색했는데, 보통 1776 또는 1976으로 번호가 매겨졌으며, 모형 철도 제조업체들은 어린이와 성인 모두에게 인기 있는 200주년 기념 기관차를 빠르게 출시했다. 많은 군부대들은 200주년을 기념하여 항공기에 특별한 디자인을 표시했다. 존 워너는 ARBA 국장을 역임했다.
New Jersey Lottery는 특별 "200주년 기념 복권"을 운영했는데, 당첨자는 20년 동안 매주 세전 1,776달러(총 1,847,040달러)를 받았다.
200주년 웨건 트레인 순례는 1975년 6월 8일 워싱턴주 블레인에서 시작되어 1976년 7월 4일 펜실베이니아주 밸리 포지에서 마무리되었다. 웨건 트레인 순례는 Bozeman Trail, California Trail, Gila Trail, Great Wagon Road, Mormon Trail, Natchez Trace Trail, Old Post Road, Old Spanish Trail, Oregon Trail, Santa Fe Trail, Wilderness Road를 포함하여 미국 전역의 원래 덮개 있는 마차 무역 및 운송 경로를 따라갔다.
캐런 스틸은 1976년 7월 4일 자정 12초 후에 태어난 첫 번째 아기였으며, "200주년 기념 아기"라고 불렸다. 그녀는 투데이 쇼와 굿 모닝 아메리카에 출연했으며, 포드 대통령, 뉴저지 주지사 브렌든 번을 비롯한 많은 유명인사들로부터 기념 선물을 받았다.
스포츠 용품, 의류, 수집품 등 많은 상업 제품들이 200주년 기념과 연관시키려는 시도로 빨강, 하양, 파랑색 포장으로 출시되었다. 스페인 올리브 브랜드인 리버티는 그 당시 자유의 종을 재현한 유리병에 제품을 판매했다. 제품은 ARBA에 사용료를 지불해야만 상표 등록된 200주년 기념 로고를 표시할 수 있었다.

## 기념주화
미국 정부는 또한 국가 화폐에 새로운 디자인을 도입하여 200주년을 기념했다. 기념주화의 제작은 미국 대중이 200주년 기념 행사에 참여하도록 독려하고, 미국인들이 더 많은 200주년 기념품을 수집하고 구매하도록 장려하는 방법이었다.

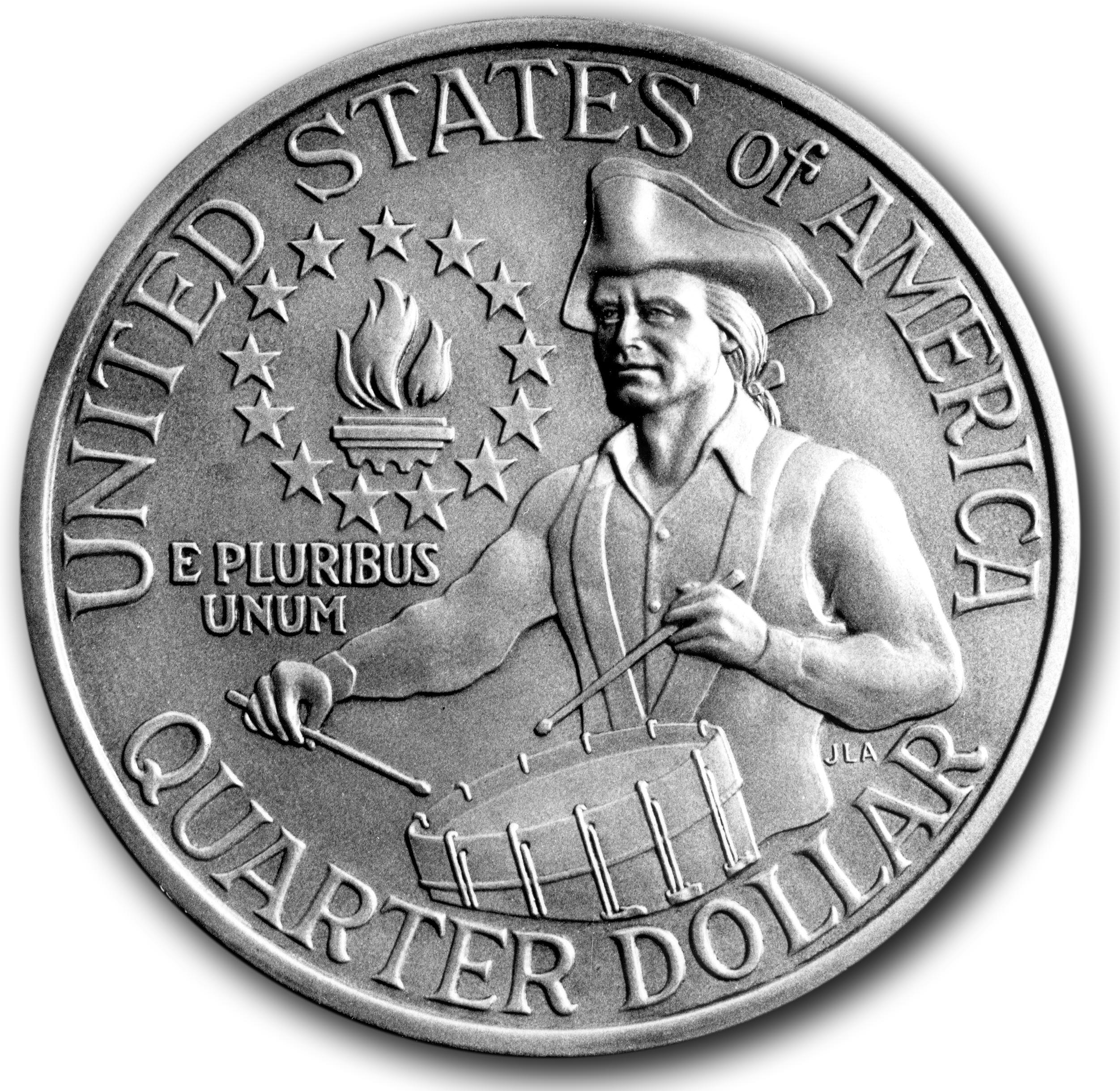
1975–1976년 발행된 200주년 기념 미국 쿼터 주화 뒷면
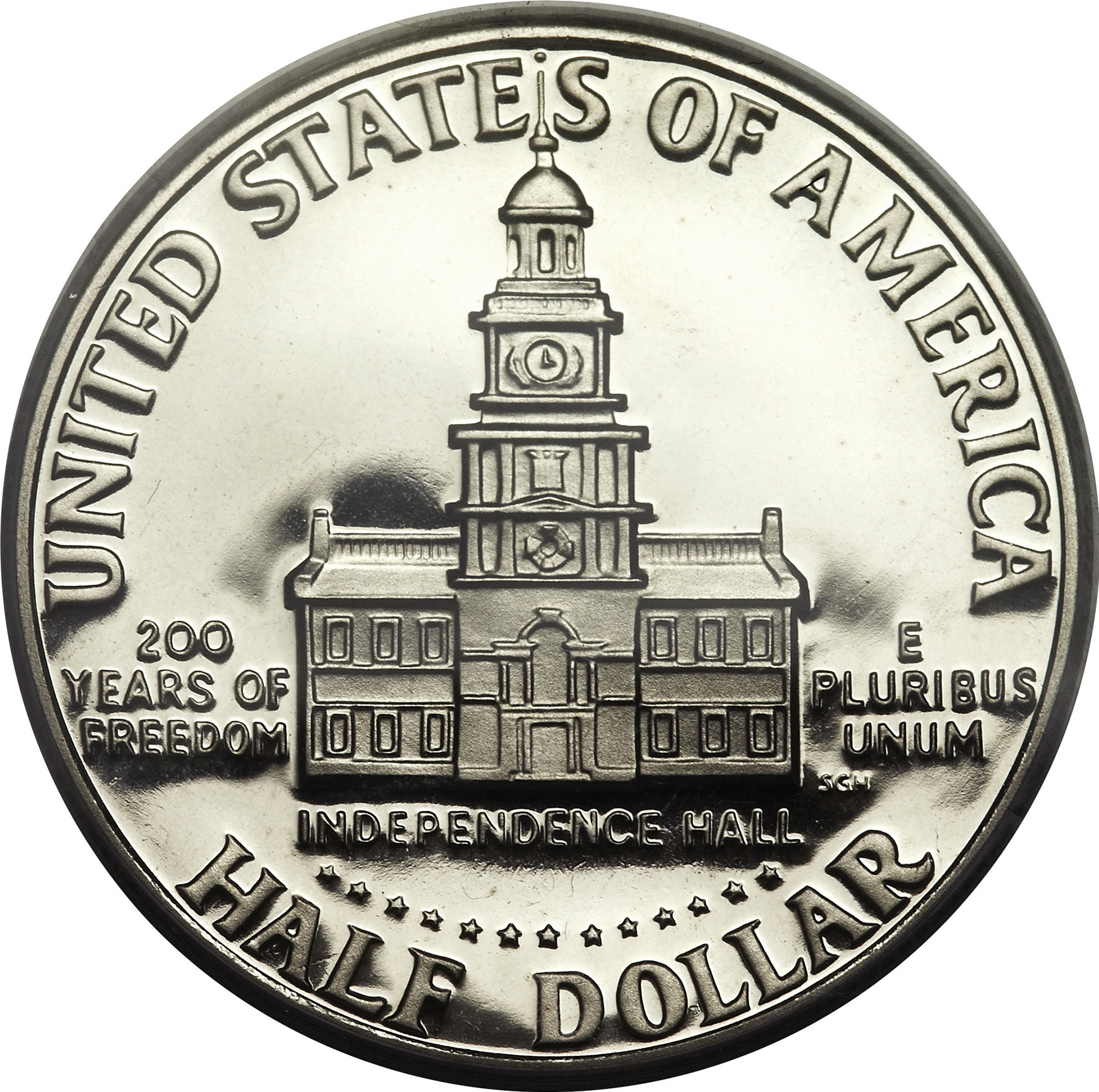
1975–1976년 발행된 200주년 기념 케네디 하프 달러 뒷면
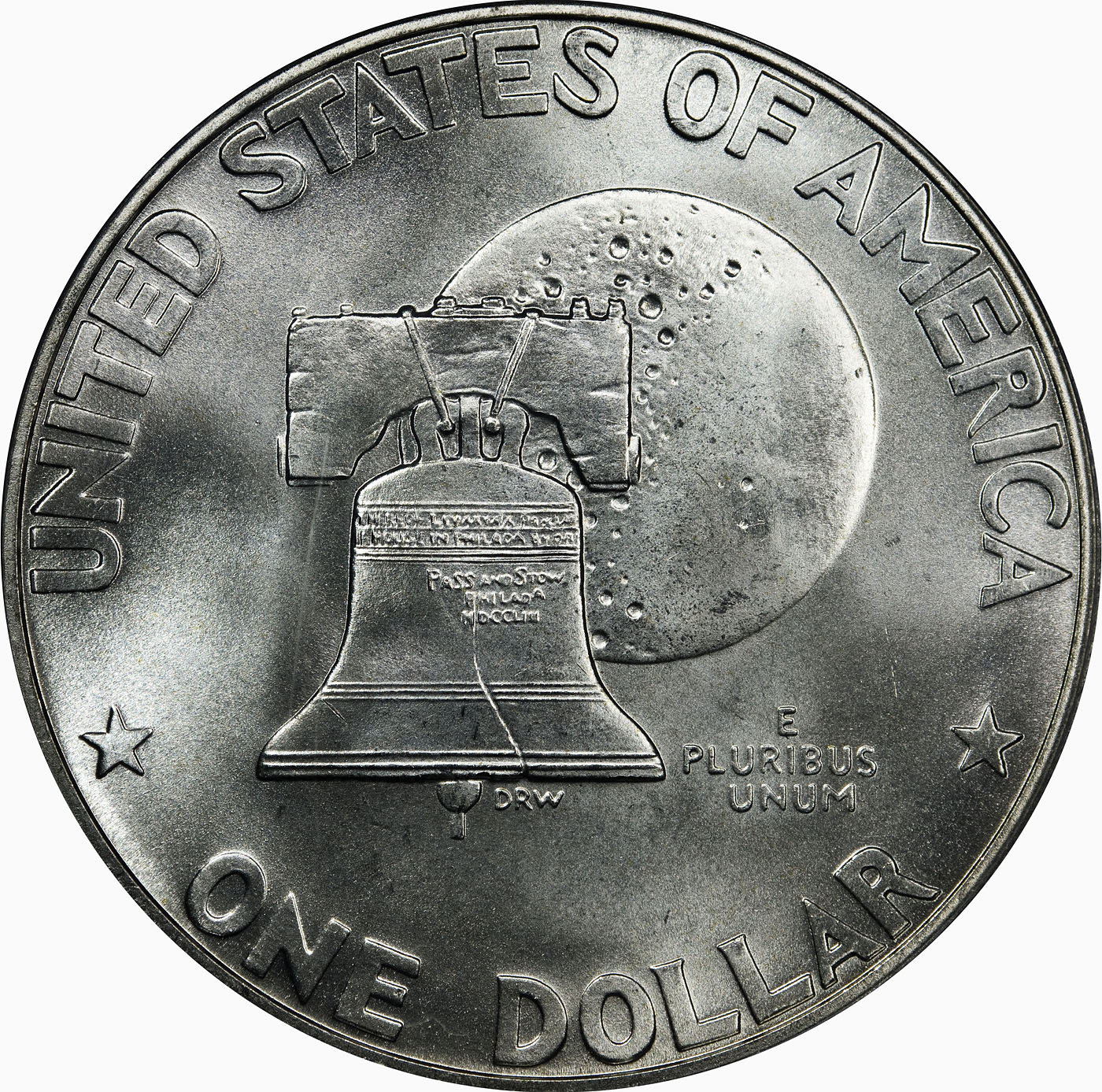
1975–1976년 발행된 200주년 기념 미국 1달러 주화 뒷면 (타입 1)
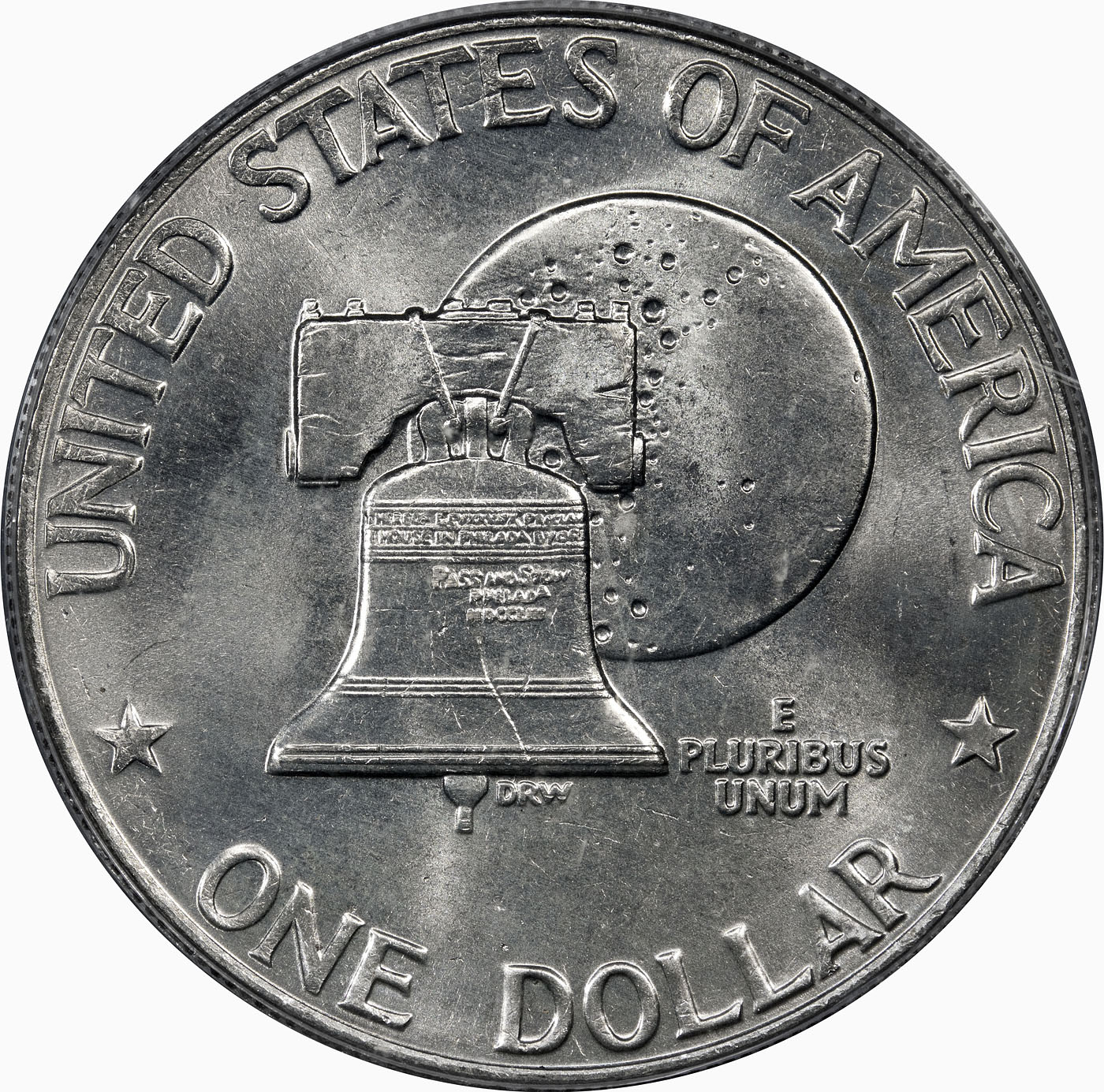
1975–1976년 발행된 200주년 기념 달러 (타입 2) 뒷면

## 스크린 속 200주년 기념 행사

### 텔레비전

#### 1976년 7월 3일–4일에 방영된 관련 네트워크 텔레비전 프로그램
- 에드 맥마흔이 진행하고 7월 3일 밤 방영된 12시간 분량의 신디케이트 엔터테인먼트 프로그램 '그레이트 아메리칸 셀레브레이션'
- '미국 발명'(NBC), 제임스 버크와 레이먼드 버가 공동 진행한 2시간 분량의 BBC 공동 제작 프로그램으로, 200년간의 미국 기술 혁신과 세계에 미친 영향을 다룸.[51][52]
- '우리를 기념하며'(CBS), 월터 크롱카이트가 진행한 16시간 분량의 보도
- '영광스러운 4일'(NBC), 존 챈슬러와 데이비드 브링클리가 진행한 10시간 분량의 보도
- '위대한 미국의 생일 파티'(ABC), 해리 리즈너 진행
- '해피 버스데이 아메리카'(NBC), 로스앤젤레스 메모리얼 콜리세움에서 폴 앵카 진행[38]
- 밥 호프의 '200주년 기념 성조기 스펙터큘러'(NBC)
- '베스트 오브 더 포스'(NBC), 존 챈슬러와 데이비드 브링클리가 요약 정리
- 노스 텍사스 대학교 One O'Clock Lab Band의 모스크바 실황 공연 7월 4일 위성 방송(NBC), 미국 국무부 후원
- '자유의 날들'(WABC-TV—뉴욕), 애니메이션 휴일 특별 방송
- '굿바이 아메리카'(PBS), 영국 하원에서 13개 식민지의 미래에 대한 1776년 토론을 재연한 가상 "뉴스캐스트"
- '이스트워드 호!'(WPSX-TV), 펜실베이니아 주립 대학교(Penn State)에서 제작한 200주년 기념 마차 행렬에 대한 30분짜리 다큐멘터리. 마차 행렬과 함께 여행하며 매일 밤 야영지에서 공연한 쇼 극단이 포함되어 있다.

200주년 기념 미니트는 1974년부터 1976년 말까지 CBS에서 방영된 짧은 삽화 시리즈로, 이 행사를 기념하기 위해 제작되었다.

#### 토요일 아침 200주년 기념 프로그램
200주년 기념 행사를 앞둔 몇 달 동안, ABC에서 토요일 아침 프로그램 사이에 방영된 교육용 만화 단편 시리즈인 Schoolhouse Rock!은 공식 명칭은 "아메리카 록"이었지만, "히스토리 록"이라는 하위 시리즈를 만들었다. 열 개의 에피소드는 미국 역사와 정부의 다양한 측면을 다루었다. 특히 "I'm Just a Bill"(입법 과정을 다룸)과 "서문"(헌법 서문의 변형을 음악에 맞춘 것)을 포함한 여러 에피소드는 Schoolhouse Rock's에서 가장 인기 있는 에피소드 중 일부가 되었다.
1974년 CBS는 토요일 아침에 새로운 애니메이션 아치 시리즈인 The U.S. of Archie를 방영했다. 16개의 에피소드가 제작되었고 1976년 9월까지 재방송되었다.

### 영화
200주년 기념 행사를 위해 할리우드 영화 제작자 존 휴스턴은 미국 미국 국립공원관리청을 위해 단편 영화 《독립》(1976)을 감독했으며, 이 영화는 필라델피아의 독립역사공원에서 계속 상영되고 있다.
1976년 영화 《록키》는 여러 장면에서 200주년을 언급했는데, 주로 아폴로 크리드의 등장 장면에서였다. 칼 웨더스는 처음에는 조지 워싱턴으로, 그 다음에는 엉클 샘으로 분장했다.
1976년 영화 《빅 버스》에 등장하는 초대형 차량에는 200주년 기념 식당 장면이 있었다.

## 국가를 위한 선물

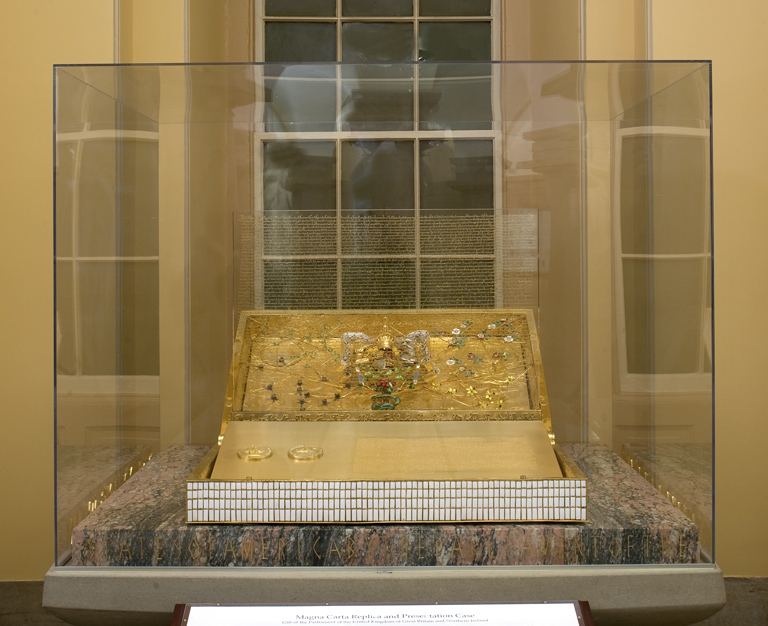
전시 진열장의 마그나 카르타 복제품

많은 국가들이 우정의 표시로 미국에 선물을 주었다.
영국은 마그나 카르타의 현존하는 4개 사본 중 하나를 미국 국회의사당에 전시하기 위해 대여했다. 이 문서는 예술가 루이 오스만이 디자인한 케이스에 전시되었는데, 금, 스테인리스 스틸, 루비, 진주, 사파이어, 다이아몬드, 흰색 에나멜로 구성되었다. 이는 페그마타이트와 요크셔 사암으로 된 받침대 위에 놓였다. 이 문서는 1976년 6월 3일부터 1977년 6월 13일까지 금 복제품 위에 전시되었다가 반환되었다. 케이스와 금 복제품은 의사당에 계속 전시되어 있다.
캐나다는 캐나다 국립영화위원회를 통해 미국-캐나다 국경 지대 생활에 대한 사진 에세이인 『Between Friends/Entre Amis』를 제작했다. 이 책은 미국 전역의 도서관에 기증되었고, 특별판은 포드 대통령과 다른 관리들에게 증정되었다.
프랑스 정부와 루브르 박물관은 디트로이트 미술관 및 메트로폴리탄 미술관과 협력하여 파리에서 전시된 후 디트로이트와 뉴욕 시를 순회하는 회화 전시회를 마련했다. '프랑스 회화 1774–1830: 혁명의 시대'라는 제목의 이 전시회에는 해당 시기의 프랑스 예술가 94명의 작품이 포함되었다. 전시된 149점의 작품 중 다수는 프랑스 밖에서는 한 번도 공개되지 않았으며, 외젠 들라크루아의 《민중을 이끄는 자유의 여신》, 장오귀스트도미니크 앵그르의 《Jupiter and Thetis》, 그리고 아델라이드 라비유기아르의 막시밀리앵 드 로베스피에르 초상화가 포함되었다.
일본 정부는 워싱턴 존 F. 케네디 센터에 513석 규모의 테라스 극장을 건설하고 가구를 비치했다. 2015년부터 2019년까지 극장이 개조되면서 많은 원래 가구들이 제거되었다. 일본 분재 협회에서 53그루의 분재 나무가 미국 국립 수목원에 기증되었다.
후안 카를로스 1세 국왕과 소피아 왕비는 1976년 6월 3일 자국을 대표하여 미국 독립 전쟁 시기의 영웅이자 후에 누에바 에스파냐의 총독이었던 베르나르도 데 갈베스와 세르반테스의 가상 영웅인 돈키호테의 조각품을 증정했다. 갈베스 조각품은 21번가 NW 버지니아 애비뉴에 있는 공원에 있는데, 이 공원은 갈베스 공원이라고 명명되었다. 돈키호테 조각품은 케네디 센터 부지 근처에 설치되었다. 스페인의 선물에는 또한 프라도 미술관 소장품 중 프란시스코 고야의 걸작 8점이 내셔널 갤러리 오브 아트에 전시되는 것도 포함되었다.
노르웨이 올라프 5세 국왕, 노르웨이 오드바르 노를리 총리, 그리고 노르웨이 정부는 미네소타주 로레토에 빈란드 국립 건강 스포츠 센터를 설립했다.

## 갤러리

미국 독립 200주년 기념 행사
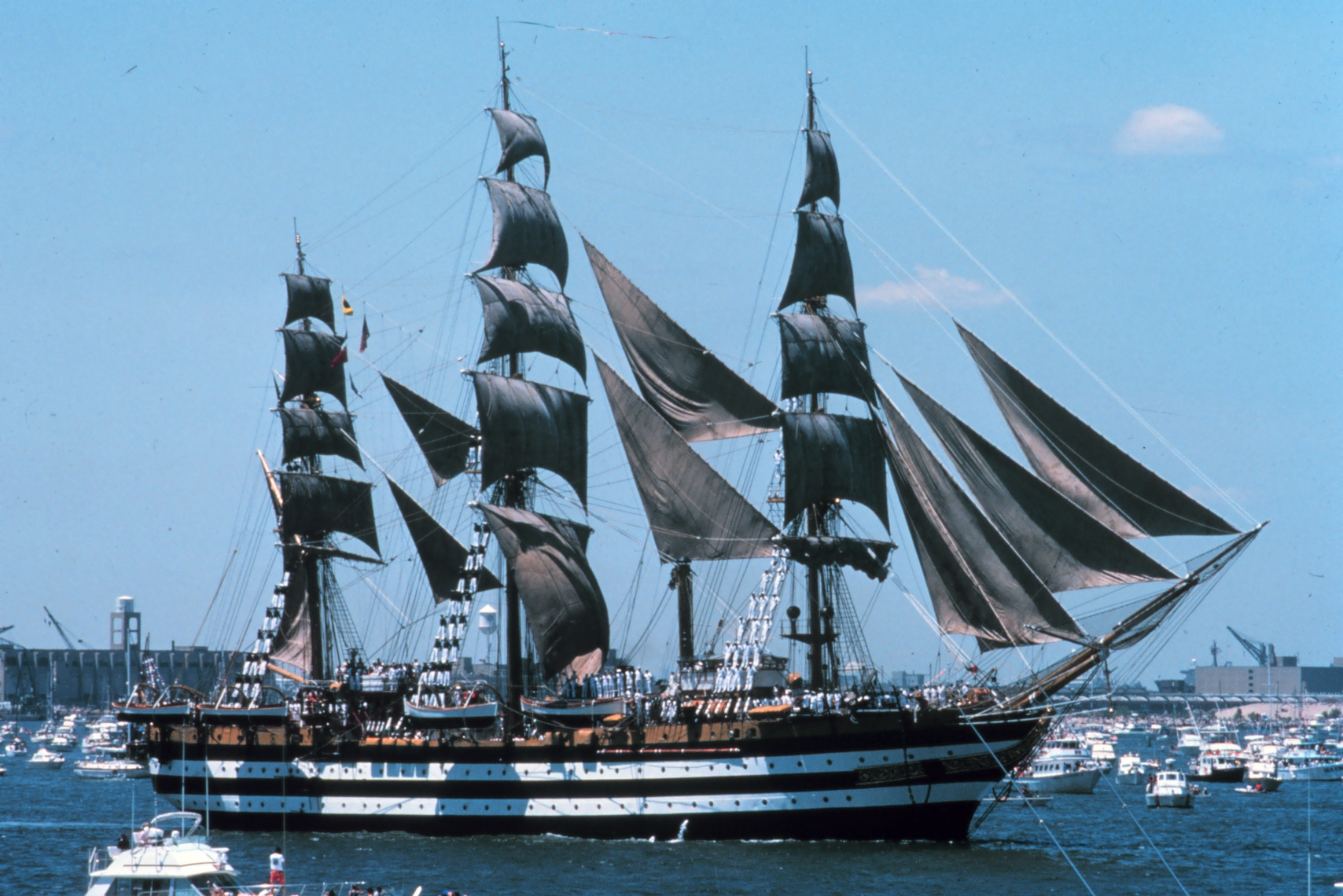
기념 행사 중 뉴욕 항구에 정박한 이탈리아 대형 범선 아메리고 베스푸치
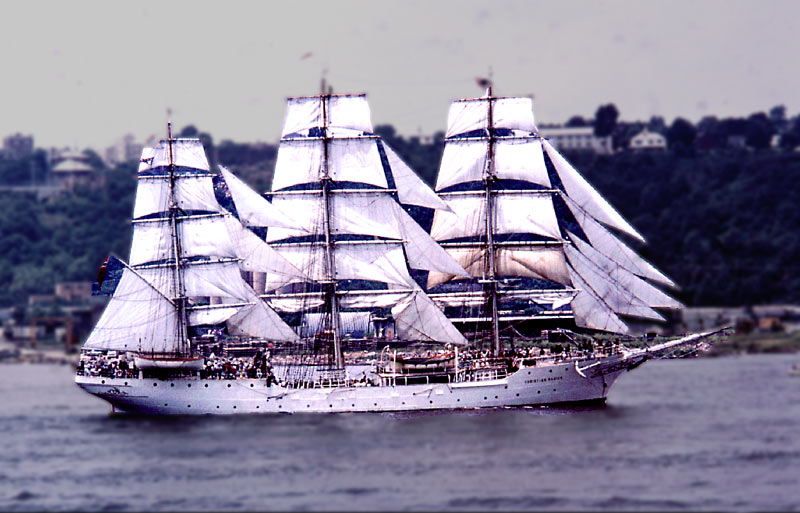
1976년 7월 4일 오퍼레이션 세일에 참가한 노르웨이식 대형 범선 Christian Radich
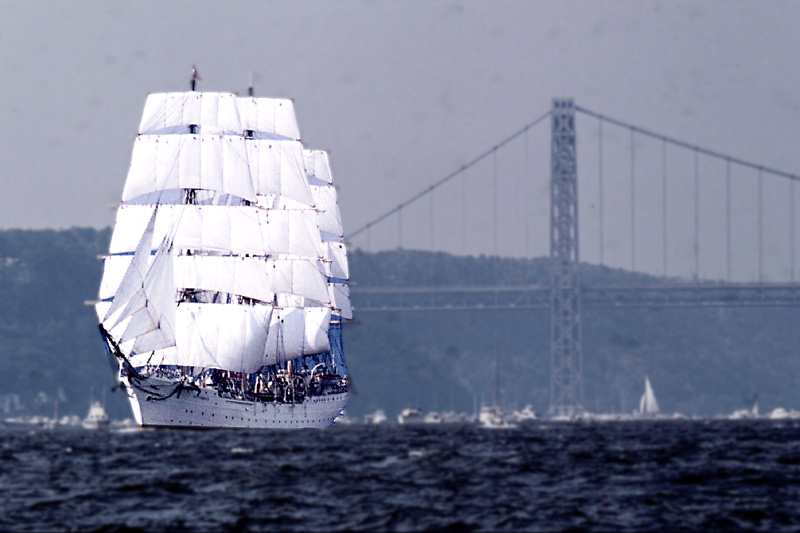
1976년 7월 4일 퍼레이드 오브 세일 기간 중 폴란드 3마스트 선박 다르 포모자

미국 독립 200주년 기념 우표
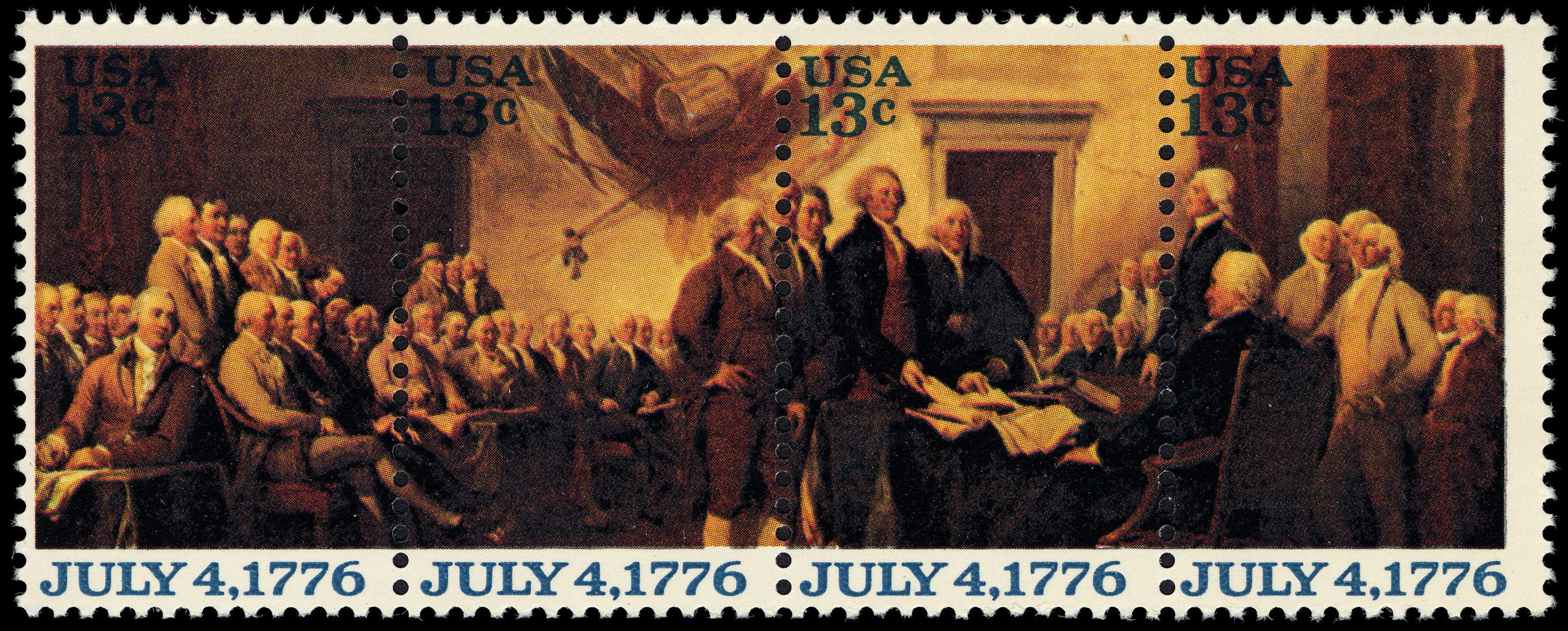
존 트럼불의 1818년 유화로, 대륙 회의에 독립선언서를 제출하는 장면을 묘사.
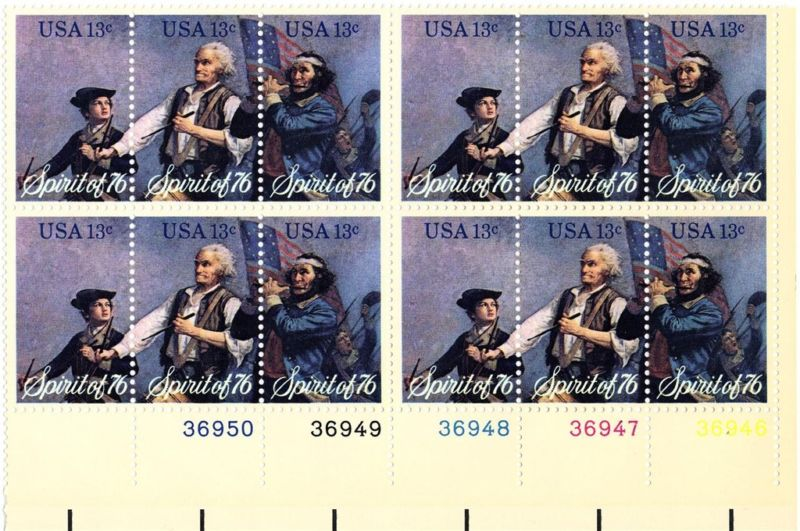
Archibald Willard의 1875년경 유화 '76년 정신'으로, 피페 연주자와 두 명의 드러머가 미국 독립 전쟁 중 대륙육군을 이끄는 장면을 묘사.
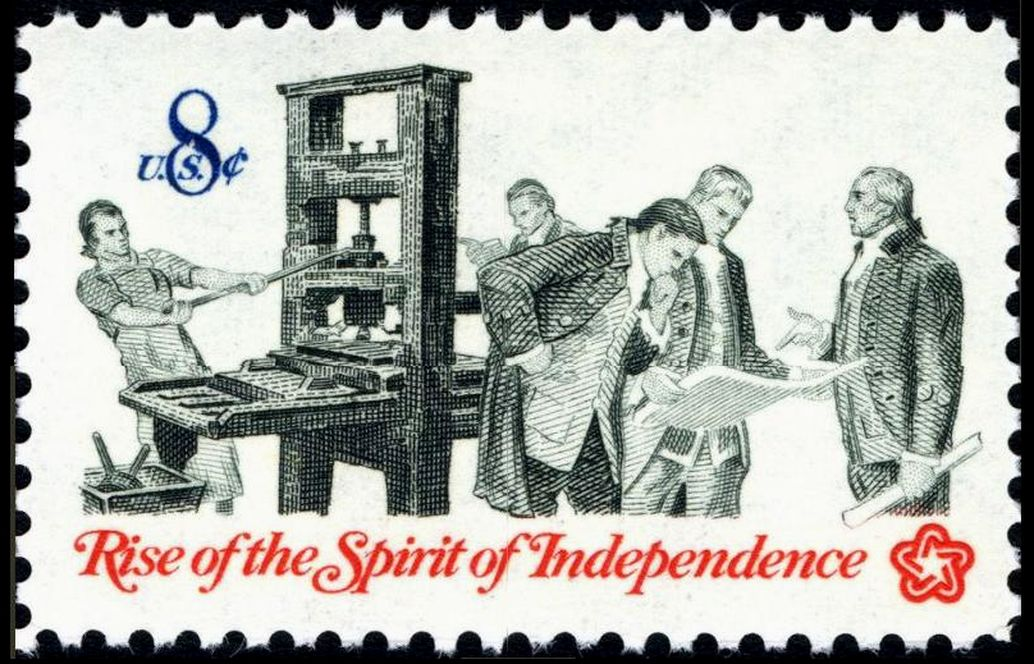
식민지 시대의 팸플릿을 검토하면서 인쇄기를 사용하는 애국자들
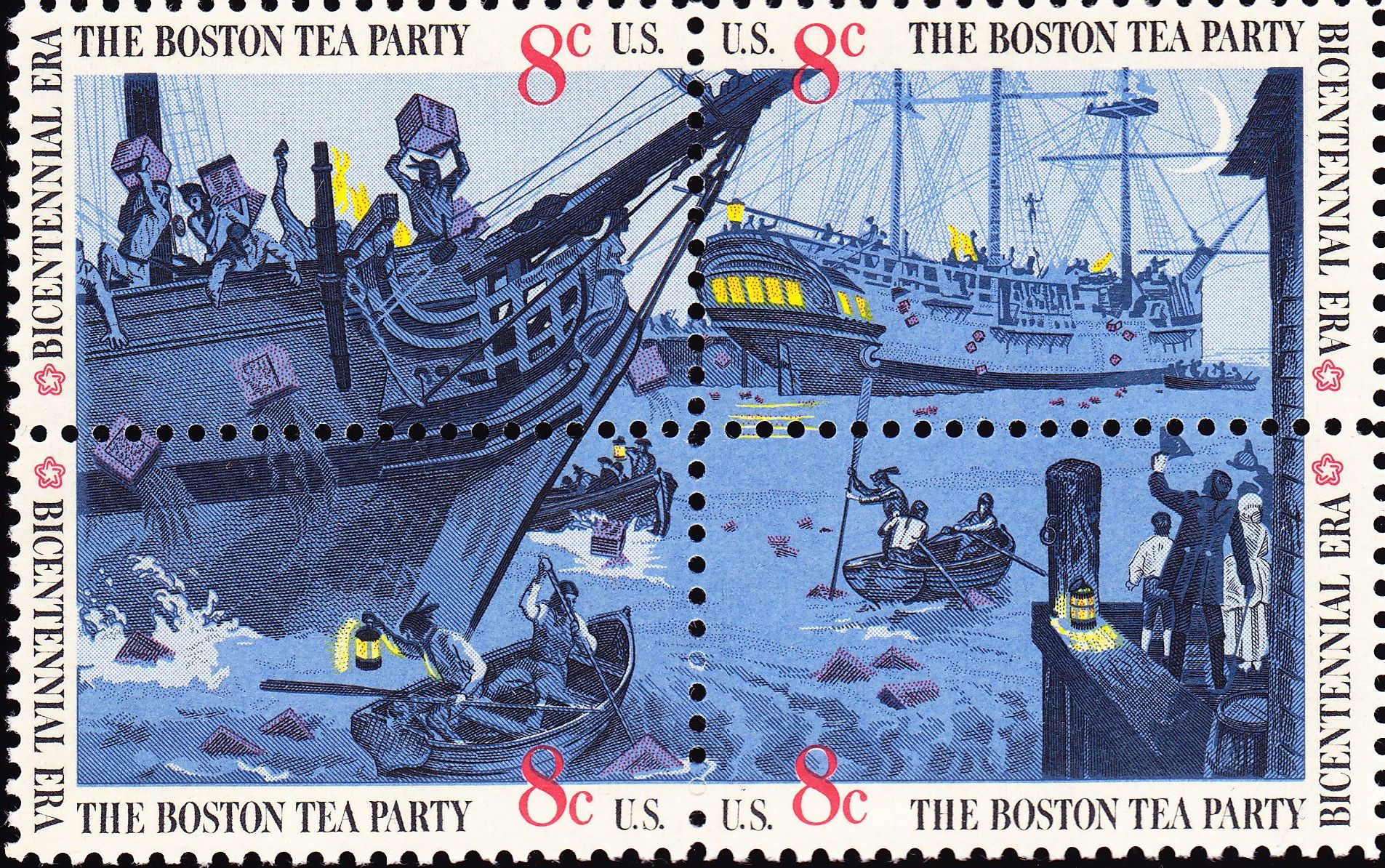
1773년 보스턴 차 사건 묘사. 그레이트브리튼 왕국이 제정한 차법에 반대하여 늦은 밤 영국 차 상자들이 보스턴 항구에 버려지는 장면.
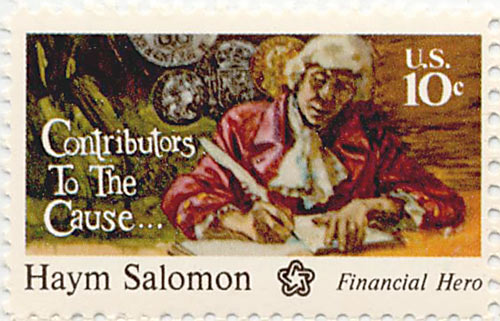
하임 솔로몬은 미국 독립 혁명 자금 조달을 도운 식민지 시대의 paymaster였다.
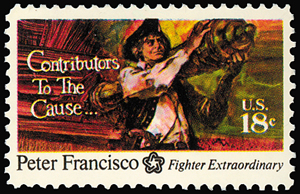
피터 프란시스코는 캠던 전투에 참가하여 영국 레드코트가 점령한 전장을 떠나면서 1,000파운드 캐넌을 직접 잡았다.
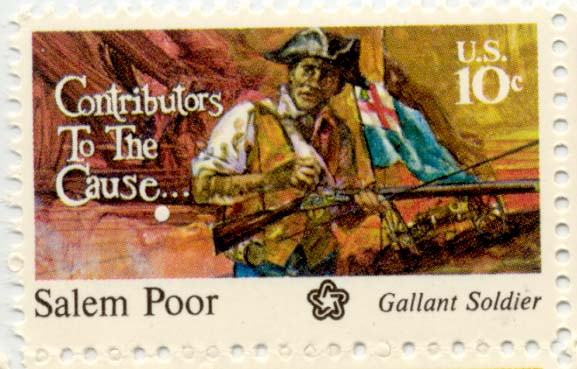
세일럼 푸어는 벙커 힐 전투에 참전하여 영국군 장교 제임스 애버크롬비에게 부상을 입힌 것으로 알려져 있다.
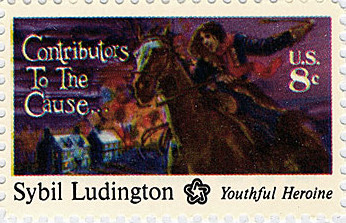
시빌 루딩턴은 밤새 말을 타고 코네티컷주 댄버리를 영국 레드코트가 불태우고 있다는 사실을 미닛맨에게 알렸다고 전해지지만, Ludington family에서 유래한 이 이야기는 현대 학자들에 의해 의문시되고 있다.
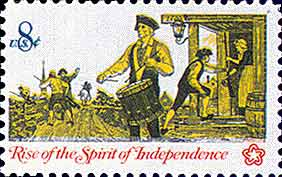
전투에 참가한 드러머나 영국 레드코트를 이웃에게 알리는 도구로서 드럼을 기리며 독립 정신을 인정하는 애국자들
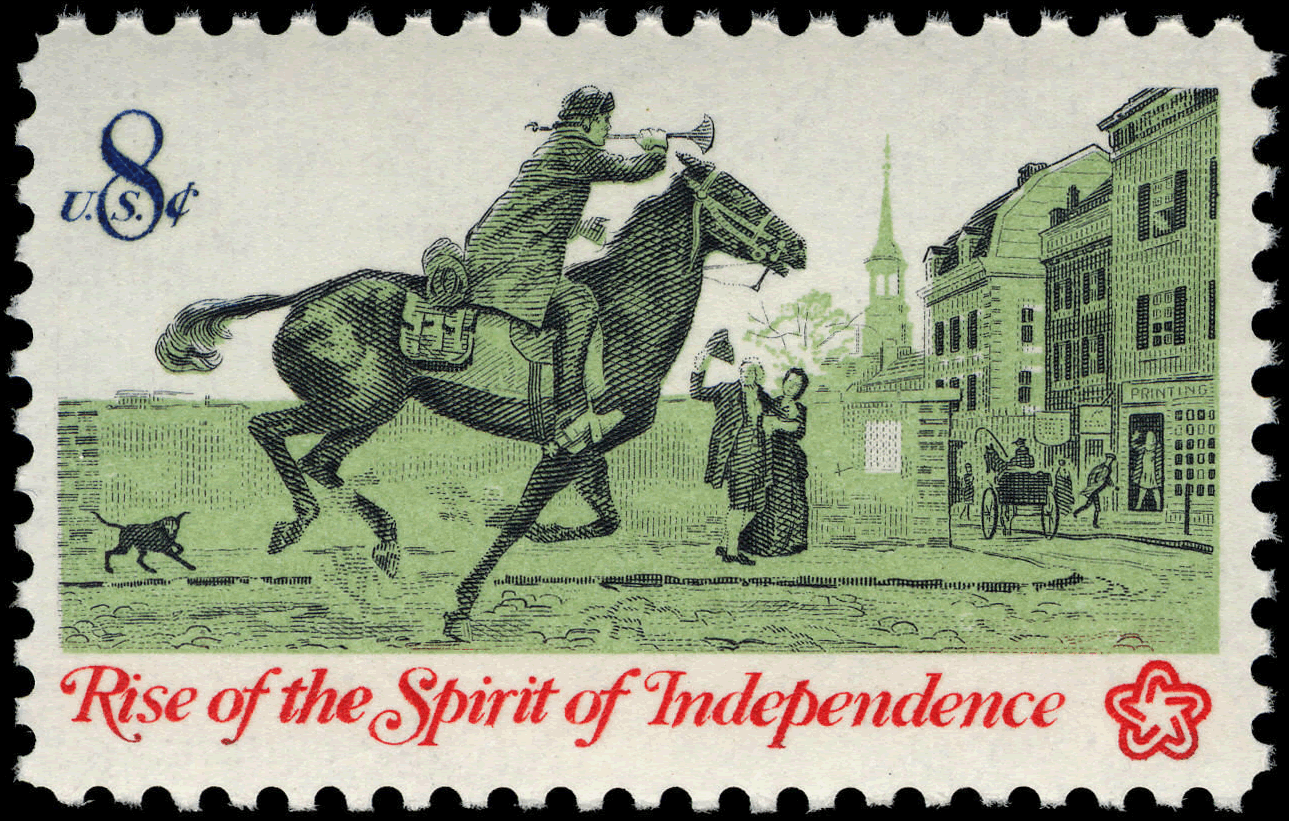
말을 타고 우편물을 배달한 post riders를 기리며 독립 정신을 인정하는 애국자들

기타 기념품
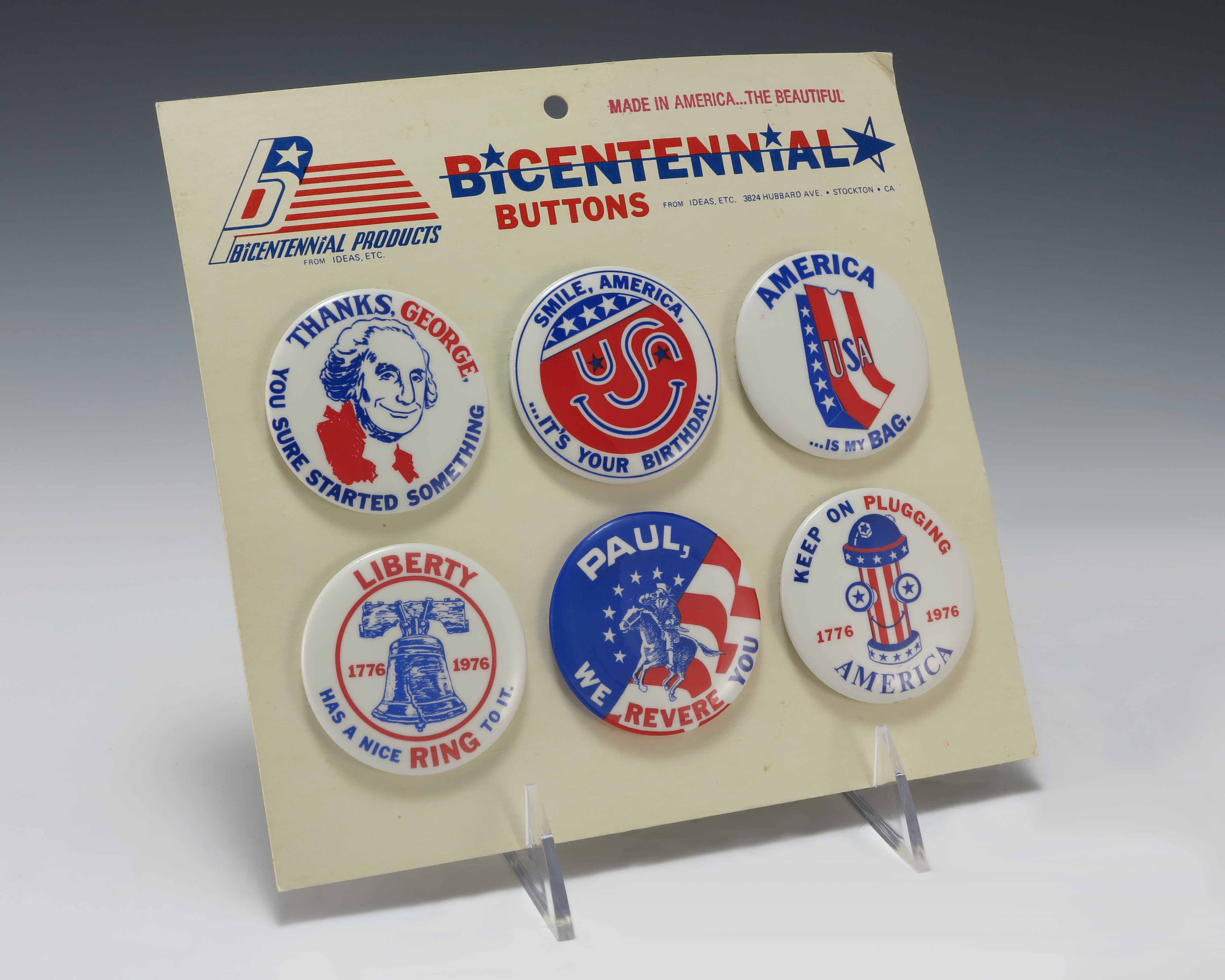
두 명의 미술 교사가 제럴드 포드 대통령에게 디자인하여 보낸 여섯 가지 200주년 기념 배지
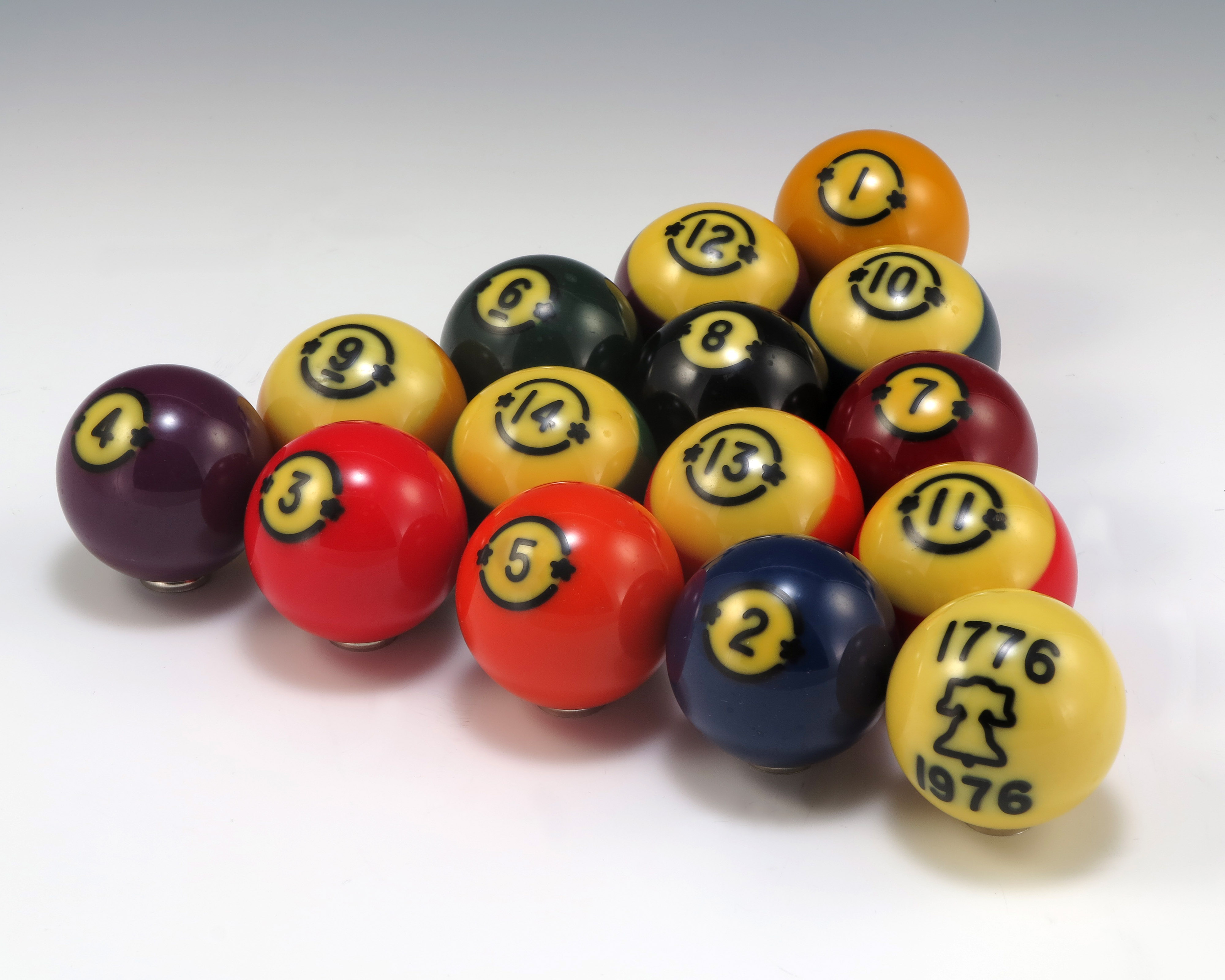
200주년 기념을 위해 특별히 디자인된 당구공 15개 상자
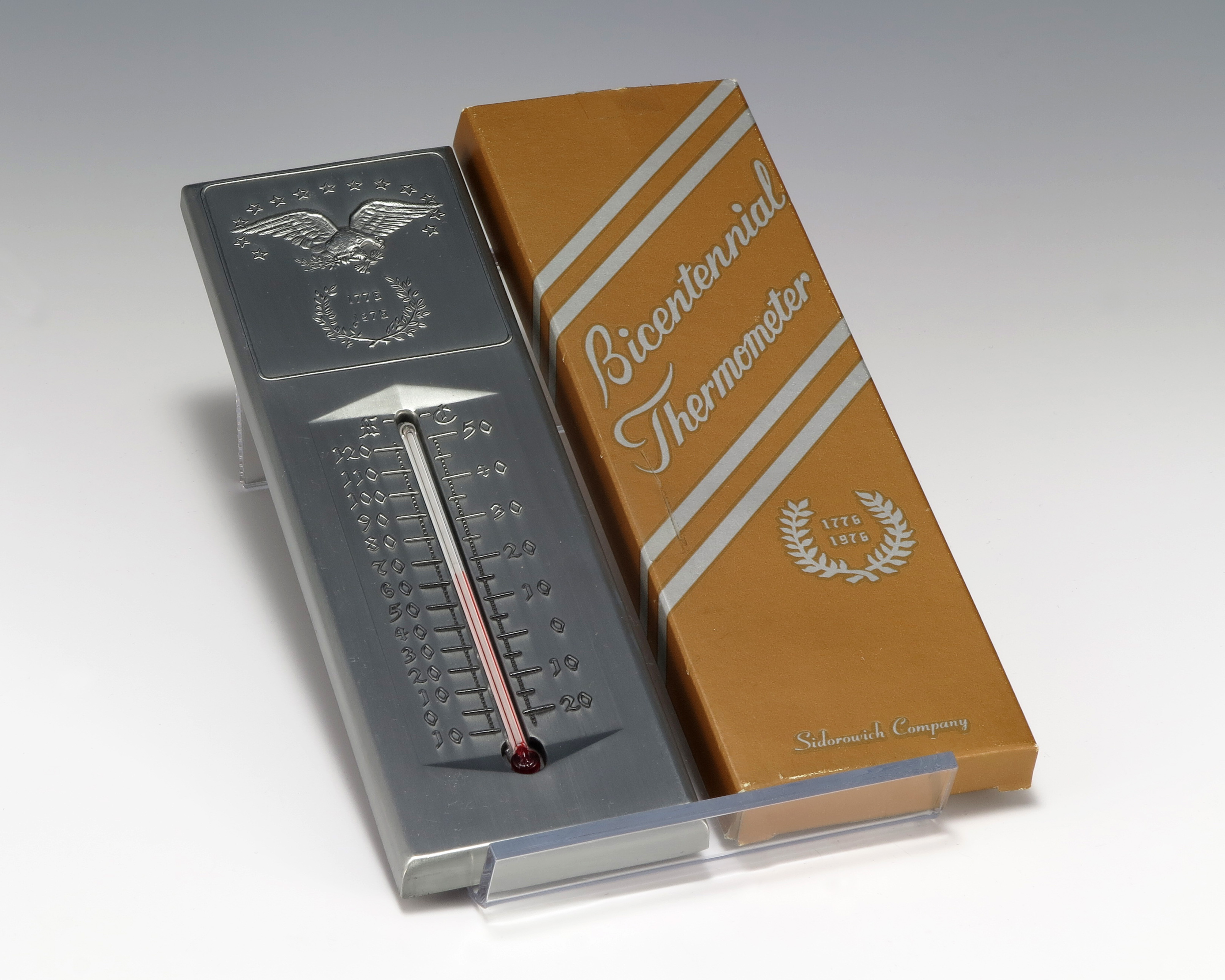
"1776"과 "1976"이 새겨진 월계관 위 독수리를 묘사한 기념용 주석 200주년 기념 온도계
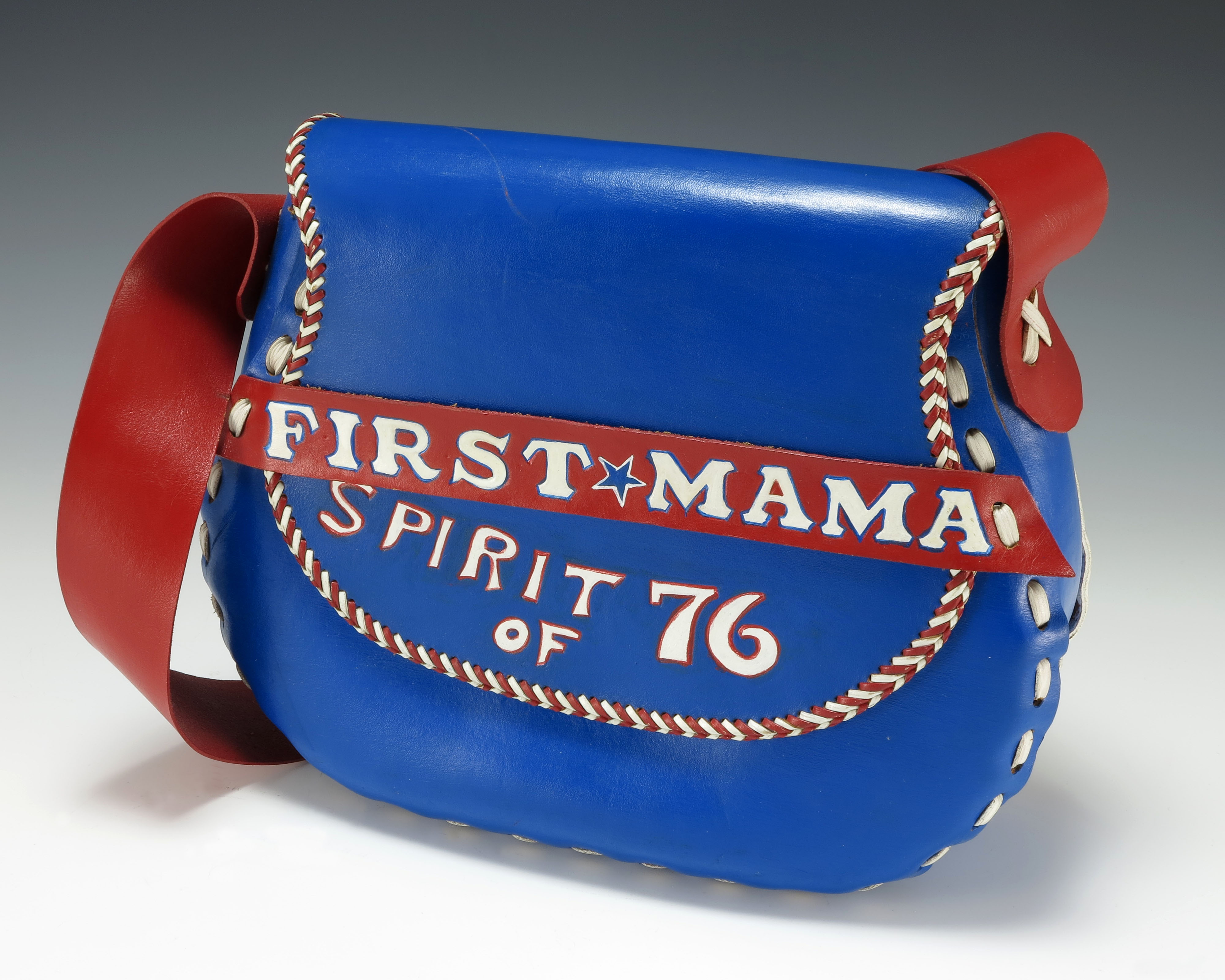
베티 포드의 "퍼스트 마마" 지갑
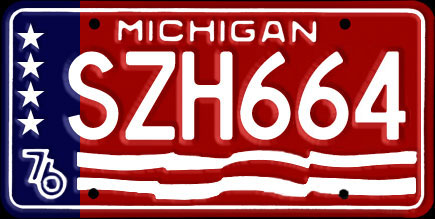
200주년 기념으로 발행된 미시간주 차량 번호판 디자인. 이 디자인의 번호판은 1976년에 새로운 번호판을 받은 미시간주에 등록된 모든 승용차의 표준 발행물이었다.

## 같이 보기
- Bicentennial Minutes
- Bicentennial Series
- Bikecentennial
- '76년 정신 애국적 정서
- 필라델피아 센테니얼 박람회 (1876년)
- 필라델피아 150주년 기념 박람회 (1926년)
- 미국 250주년 (2026년)

## 내용주
1. ↑  In Bell (2005), William Gardner Bell states that when Washington was recalled back into military service from his retirement in 1798, "Congress passed legislation that would have made him General of the Armies of the United States, but his services were not required in the field and the appointment was not made until the Bicentennial in 1976, when it was bestowed posthumously as a commemorative honor." How many U.S. Army five-star generals have there been and who were they? states that with Public Law 94-479, President Ford specified that Washington would "rank first among all officers of the Army, past and present. "General of the Armies of the United States" is only associated with two people...one being Washington and the other being John J. Pershing.

## 더 읽어보기
- Capozzola, Christopher (2004). 〈'It Makes You Want to Believe in the Country': Celebrating the Bicentennial in the Age of Limits〉.   Bailey, Beth; Farber, David. 《America in the 70s》. Univ of Kansas Press. 29–45쪽. ISBN 978-0-7006-1327-4.
- Gordon, Tammy S. The Spirit of 1976: Commerce, Community, and the Politics of Commemoration. Amherst, Massachusetts: University of Massachusetts Press, 2013. ISBN 9781625340429.
- Hall, Simon.  "'Guerrilla Theater...in the Guise of Red, White, and Blue Bunting': The People's Bicentennial Commission and the Politics of (Un-) Americanism." Journal of American Studies (2016): 1–23.